# Jankov Most
Jankov Most (serbisch-kyrillisch Јанков Мост, ungarisch Jankahíd, rumänisch Iancaid), wörtlich übersetzt „Jankovs Brücke“, ist ein Ort im serbischen Banat und gehört zum Verwaltungsgebiet der Stadt Zrenjanin.

## Demografie
In Jankov Most leben nach einer Volkszählung aus dem Jahr 2002 insgesamt 543 volljährige Personen in 237 Haushalten. Das Durchschnittsalter der Einwohner liegt bei 48,2 Jahren (45,3 bei der männlichen und 51,2 bei der weiblichen Bevölkerung). Das Dorf hat eine rumänische Mehrheit und verzeichnet seit den fünfziger Jahren des zwanzigsten Jahrhunderts eine kontinuierlich sinkende Einwohnerzahl.
| Bevölkerungsentwicklung |           |
| Jahr                    | Einwohner |
| 1910                    | 1220      |
| 1948                    | 1070      |
| 1953                    | 1101      |
| 1961                    | 1057      |
| 1971                    | 977       |
| 1981                    | 841       |
| 1991                    | 736       |
| 2002                    | 636       |